# Boleslao
Boleslao  è un nome proprio di persona italiano maschile.

## Varianti in altre lingue
- Ceco: Boleslav[1]
  - Femminili: Boleslava[2]
- Polacco: Bolesław[1]
  - Ipocoristici: Bolek[1]
  - Femminili: Bolesława[2]
- Russo: Болеслав (Boleslav)[1]
  - Femminili: Болеслава (Boleslava)[2]
- Slovacco: Boleslav[1]
- Sloveno: Boleslav
- Ungherese: Boleszláv

## Origine e diffusione
È composto dagli elementi slavi bole ("grande") e slav, "gloria", e significa quindi "grande gloria"; venne portato dal primo re di Polonia, Boleslao il Coraggioso, e da molti altri dopo di lui.

## Onomastico
L'onomastico si può festeggiare il 2 maggio per il maschile, in memoria del beato Boleslao Strzelecki, sacerdote martire ad Auschwitz, e il 29 gennaio per le forme femminili, in ricordo della beata Bolesława Lament, fondatrice delle Suore Missionarie della Sacra Famiglia.

## Persone

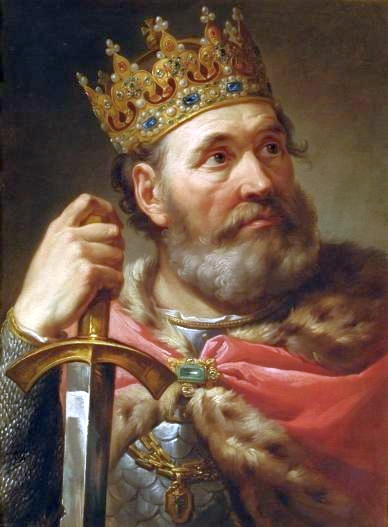
Boleslao I di Polonia

- Boleslao I di Boemia, duca di Boemia
- Boleslao I di Polonia, duca e re di Polonia
- Boleslao II di Polonia, duca e re di Polonia
- Boleslao III di Polonia, duca di Polonia
- Boleslao IV di Polonia, granduca di Polonia
- Boleslao V di Polonia, granduca di Polonia
- Boleslao I di Teschen, duca di Teschen
- Boleslao II di Teschen, duca di Teschen
- Boleslao III il Prodigo, duca di Polonia

### Variante Bolesław

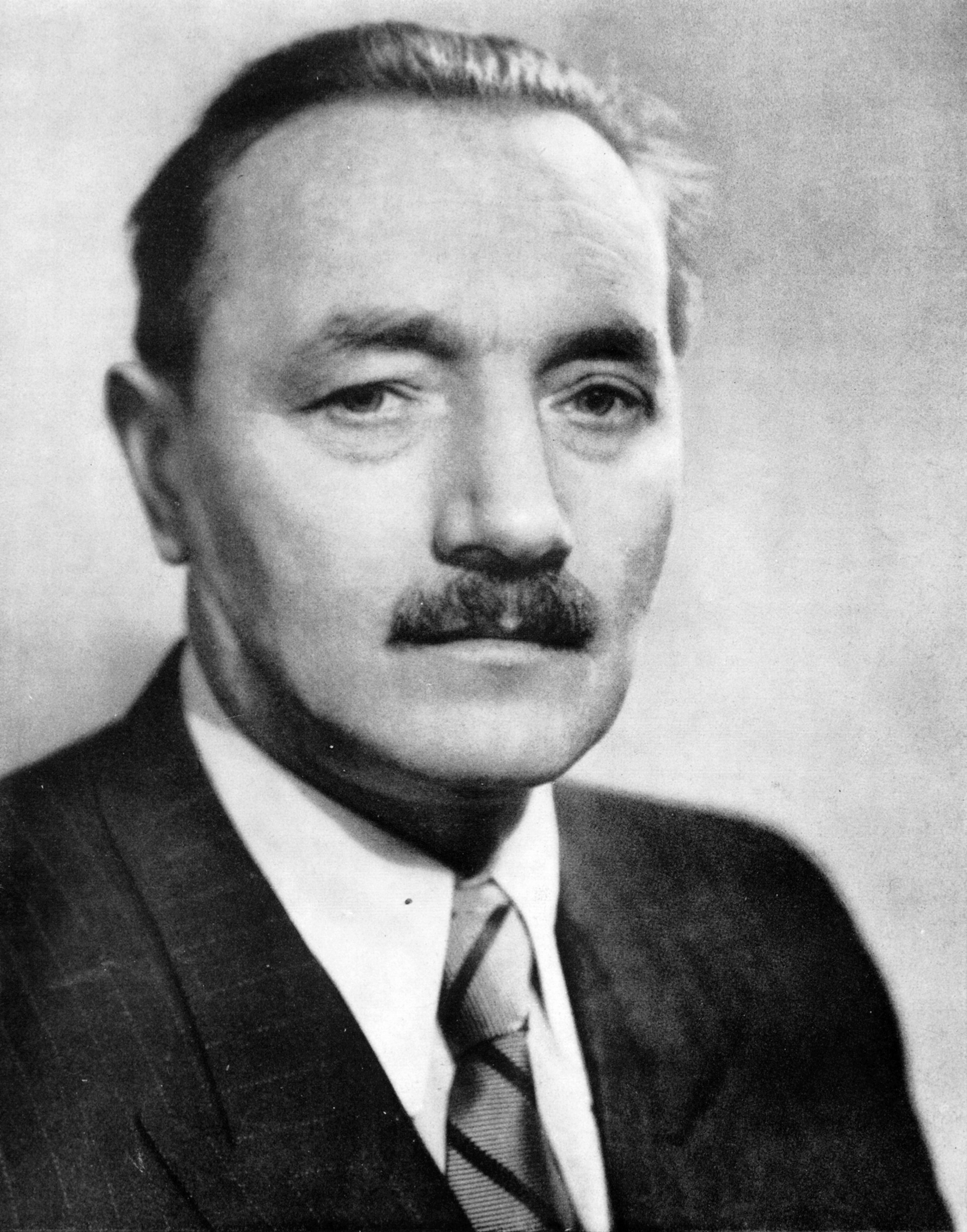
Bolesław Bierut

- Bolesław Bierut, sindacalista e politico polacco
- Bolesław Filipiak, cardinale polacco
- Bolesław Habowski, calciatore polacco
- Bolesław Kominek, cardinale e arcivescovo cattolico polacco
- Bolesław Kwiatkowski, cestista polacco
- Bolesław Leśmian, poeta polacco
- Bolesław Matuszewski, regista e fotografo polacco
- Bolesław Prus, scrittore e giornalista polacco
- Bolesław Tejkowski, sociologo, politico e attivista polacco
- Bolesław Twardowski, arcivescovo cattolico polacco
- Bolesław Wieniawa-Długoszowski, generale, diplomatico, poeta e politico polacco

### Variante femminile Bolesława
- Bolesława Lament, religiosa polacca